# Sauvo
Sauvo (in svedese Sagu) è un comune finlandese di 2917 abitanti, situato nella regione del Varsinais-Suomi.